# Mniejsze niebo
Mniejsze niebo – polski film psychologiczny z 1980 roku na podstawie powieści Johna Waina.
Zdjęcia realizowano we Wrocławiu na dworcu głównym, w Budapeszcie i w Lipsku.

## Obsada
- Roman Wilhelmi – Artur Gutner
- Beata Tyszkiewicz – Elżbieta, żona Artura
- Jan Englert – Marek Weber, dziennikarz
- Władysław Kowalski – Filip Szmidt, przyjaciel Artura
- Janusz Zaorski – doktor Barcz, psychiatra
- Tomasz Jarosiński – Daniel, syn Artura
- Jadwiga Polanowska – żona Filipa
- Monika Stefanowicz – Monika, córka Artura
- Mieczysław Verocsy – operator
- Jacek Łomnicki – operator
- Walentyna Jędrych – Helena
- Jan Prochyra – Karol, znajomy Filipa
- Ferdynand Matysik – kolejarz
- Andrzej Wojaczek – Stefan, robotnik rozładowujący wagon pocztowy
- Paweł Stasiak – Julian
- Jerzy Kośnik – operator
- Witold Filler – szef TV

## Opis fabuły
Artur Gutner, 45-letni pracownik naukowy instytutu mikrobiologii, zostawia swoją rodzinę i pracę. Od 9 dni mieszka w hotelu przy dworcu kolejowym. Na dworcu zauważa go Filip, jego przyjaciel. Próbuje przekonać go do powrotu, ale Artur chce spokoju. Filip mimo to próbuje zmusić go do wyjaśnienia, dlaczego to zrobił. Nie udaje się. Informuje przyjaciół o stanie Artura i prosi o pomoc. Prosi doktora Barcza - znawcę chorób nerwowych o skontaktowanie się z Arturem i przeprowadzenie z nim rozmowy. Żona Artura, do pewnego stopnia pogodzona z sytuacją wybiera się na przyjęcie. Tymczasem po bezsennej nocy, Artur wraca do hotelu dworcowego, gdzie kontaktuje się z nim doktor Barcz i umawia się z nim na spotkanie. Jednak rozmowa nic nie daje i potwierdza niezrozumienie postawy Artura przez otoczenie, które chce mu pomóc. Po południu na dworcu pojawia się syn Daniel. Dowiedział się od kolegów, że ojciec zwariował i dlatego mieszka na dworcu. Artur jest nieugięty i odprowadza syna z dworca. Tam próbuje z nim rozmawiać dr Barcz. Na przyjęciu Elżbieta spotyka Marka - znanego dziennikarza TV i przyjaciela z przeszłości. Grozi mu wyrzucenie z pracy i pilnie szuka sensacyjnego materiału. Artur może być dla niego ostatnią szansą. Otrzymuje od przełożonego zezwolenie na użycie kamery i mikrofonu, natychmiast udaje się wraz z ekipą na dworzec. Próbuje przekonać Artura do zwierzeń, ale ten szybko się orientuje i ucieka. Wspina się na stalową konstrukcję, która podtrzymuje sklepienie dworca. Megafon wzywa go do zejścia. Mimo upomnień Artur próbując uniknąć konfrontacji z ekipą telewizyjną wspina się na szklany dach dworca, z którego finalnie spada i ginie.

## Nagrody i nominacje
- MFF w Panamie
  - nagroda za scenariusz - Janusz Morgenstern
- MFF Klubów Filmowych w Poitiers
  - Grand Prix - Janusz Morgenstern